# Paulo Freire Costa
Paulo Roberto Freire da Costa (São Paulo, 4 de fevereiro de 1955) é um pastor evangélico e político brasileiro filiado ao Partido Liberal (PL).
Freire foi eleito para seu segundo mandato como deputado federal por São Paulo nas eleições estaduais de 2014, sendo re-eleito em 2018 e 2022, Freire também está à frente da Assembleia de Deus em Campinas, Ministério do Belém.

## Biografia
Nascido em 4 de fevereiro de 1955 na cidade de São Paulo, filho do pastor José Wellington Bezerra da Costa e da Vanda Freire Costa, como irmãos: José Wellington Costa Junior, Samuel Freire Costa e Joel Freire Costa, Marta Costa e Rute Freire Costa. Casado com a psicóloga Léa Costa, é pai da Vanessa e Cristiane Costa, e tem três netos.

### Religião
Seu início da carreira ministerial foi liderando a juventude na Sede da Assembleia de Deus Ministério do Belém em São Paulo (Belenzinho). Logo depois assumiu o setor de Ermelino Matarazzo.
Em 1995, retornou ao Brasil para assumir a liderança da Assembleia de Deus - Ministério do Belém em Campinas.

### Política
Foi eleito deputado federal em 2014, para a 55.ª legislatura (2015-2019). Como deputado, votou a favor do Processo de impeachment de Dilma Rousseff. Já durante o Governo Michel Temer, votou a favor da PEC do Teto dos Gastos Públicos. Em agosto de 2017 votou contra o processo em que se pedia abertura de investigação do presidente Michel Temer, ajudando a arquivar a denúncia do Ministério Público Federal (MPF).